# La Cité-Limoilou
La Cité-Limoilou – jedna z sześciu dzielnic miasta Québec. Została utworzona 1 listopada 2009 roku poprzez połączenie dzielnic La Cité oraz Limoilou. Obejmuje najstarszą część miasta, zwaną Vieux-Québec (Stary Québec).

## Poddzielnice
La Cité-Limoilou jest podzielone na 9 poddzielnic:
- Lairet
- Maizerets
- Montcalm
- Saint-Jean-Baptiste
- Saint-Roch
- Saint-Sacrement
- Saint-Sauveur
- Vieux-Limoilou
- Vieux-Québec—Cap-Blanc—colline Parlementaire